# Zuleima Araméndiz
Zuleima Araméndiz Mejía (* 23. September 1975 in Valledupar) ist eine ehemalige kolumbianische Speerwerferin.

## Sportliche Laufbahn
Erste internationale Erfahrungen sammelte Zuleima Araméndiz 1990 bei den Juniorensüdamerikameisterschaften in Bogotá, bei denen sie mit einer Weite von 40,82 m den vierten Platz belegte, ehe sie anschließend bei den Jugendsüdamerikameisterschaften in Lima mit 41,22 m die Goldmedaille gewann. Im Jahr darauf gewann sie dann bei den Juniorensüdamerikameisterschaften in Asunción mit 42,50 m die Silbermedaille und 1992 schied sie bei den Juniorenweltmeisterschaften in Seoul mit 49,76 m in der Qualifikation aus und siegte anschließend bei den Juniorensüdamerikameisterschaften in Lima mit 50,92 m. 1993 gewann sie bei den Juniorensüdamerikameisterschaften in Puerto La Cruz mit 46,46 m die Bronzemedaille und 1994 schied sie bei den Juniorenweltmeisterschaften in Lissabon mit 46,24 m erneut in der Qualifikation aus, siegte aber anschließend bei den Südamerikaspielen in Valencia mit 55,46 m. Im Jahr darauf siegte sie erstmals mit 54,82 m bei den Südamerikameisterschaften in Manaus und 1996 gewann sie bei den Ibero-Amerikanischen Meisterschaften in Medellín mit einer Weite von 56,24 m die Bronzemedaille hinter den beiden Kubanerinnen Sonia Bisset und Odelmys Palma. Zudem nahm sie erstmals an den Olympischen Spielen in Atlanta teil, schied dort aber mit 54,24 m in der Qualifikation aus.
1997 verteidigte Araméndiz bei den Südamerikameisterschaften in Mar del Plata mit 56,66 m ihren Titel und nahm daraufhin erneut an den Weltmeisterschaften in Athen teil, bei denen sie aber mit 58,98 m erneut in der Qualifikation ausschied. Anschließend siegte sie bei den Juegos Bolivarianos in Arequipa mit neuem Spielerekord von 58,04 m. Im Jahr darauf gewann sie bei den Ibero-Amerikanischen Meisterschaften in Lissabon mit 57,57 m die Silbermedaille hinter ihrer Landsfrau Sabina Moya und 1999 gewann sie bei den Südamerikameisterschaften in Bogotá mit 55,77 m die Bronzemedaille hinter Moya und der Brasilianerin Sueli dos Santos. Bei den Leichtathletik-Weltmeisterschaften 2001 in Edmonton schied sie mit 52,23 m bereits zum dritten Mal in der Qualifikation aus, gewann aber im Anschluss bei den Juegos Bolivarianos in Ambato mit 55,56 m die Silbermedaille hinter ihrer Landsfrau Moya. 2002 siegte sie bei den Zentralamerika- und Karibikspielen in San Salvador mit 56,63 m und 2003 nahm sie erstmals an den Panamerikanischen Spielen in Santo Domingo teil, bei denen sie mit einer Weite von 50,37 m auf dem siebten Platz landete. Anschließend nahm sie an der Sommer-Universiade in Daegu teil und wurde dort mit 51,21 m 21. 2004 gewann sie bei den Ibero-Amerikanischen Meisterschaften in Huelva mit 56,47 m die Bronzemedaille hinter den Kubanerinnen Osleidys Menéndez und Sonia Bisset. Sie nahm zudem erneut an den Olympischen Spielen in Athen teil, bei denen sie aber mit 59,94 m in der Qualifikation ausschied.
2005 gewann sie bei den Südamerikameisterschaften in Cali mit 54,81 m die Silbermedaille hinter der Brasilianerin Alessandra Resende. Auch bei den Südamerikameisterschaften 2006 in Tunja sowie 2007 in São Paulo gewann sie mit 55,60 m bzw. 57,55 m die Silbermedaille hinter Resende. 2005 siegte sie nach den Kontinentalwettkämpfen bei den Juegos Bolivarianos in Armenia mit 54,78 m. 2006 erreichte sie bei den Zentralamerika- und Karibikspielen in Cartagena mit 56,03 m den fünften Platz und 2007 wurde sie bei den Panamerikanischen Spielen in Rio de Janeiro mit 47,95 m Neunte. 2008 gewann sie bei den Ibero-Amerikanischen Meisterschaften in Iquique mit 53,11 m die Bronzemedaille hinter der Brasilianerin Resende und der Venezolanerin María González. Anschließend wurde sie bei den CAC-Meisterschaften in Cali mit 51,75 m Sechste und schied bei ihren dritten Olympischen Spielen in Peking mit 54,71 m in der Qualifikation aus. 2009 siegte sie ein letztes Mal bei den Juegos Bolivarianos in Sucre mit 51,81 m und bestritt anschließend bis 2013 ausschließlich nationale Wettkämpfe, ehe sie im Alter von 38 Jahren ihre Karriere als Profisportlerin beendete.
2001 sowie 2006 und 2007 wurde Araméndiz kolumbianische Meisterin im Speerwurf.